# 好子内親王
好子内親王（こうし（よしこ）ないしんのう、久安4年（1148年）頃 - 建久3年7月3日（1192年8月12日））は、平安時代末期の皇族。伊勢斎宮。後白河天皇の第2皇女で、母は高倉三位藤原成子（大納言藤原季成の女）。同母兄弟に以仁王・守覚法親王・亮子内親王（殷富門院）・式子内親王・休子内親王らがいる。

## 生涯
保元3年12月25日（1159年）、異母兄二条天皇の即位に伴い斎宮に卜定され、永暦元年（1160年）9月8日、伊勢に群行（長奉送使は藤原宣房）。永万元年（1165年）6月25日、二条天皇の譲位により在任8年で退下。その帰京は物資の不足により、困窮を極めたという（『顕広王記』）。建久3年（1192年）7月3日、45歳前後で薨去。